# روستایی‌ها
«روستایی‌ها» (اسپانیایی: Carga de rurales‎) یک فیلم مستند، صامت، سیاه و سفید ساخته گابریل ویر کارگردان اهل مکزیک است که در سال ۱۸۹۶ منتشر شد.